# Куймань
Куйма́нь — село Лебедянского района Липецкой области. Центр Куйманского сельсовета.
Между сёлами Сухая Лубна и Куймань Лебедянское шоссе пересекает нефтепровод «Дружба».

## История

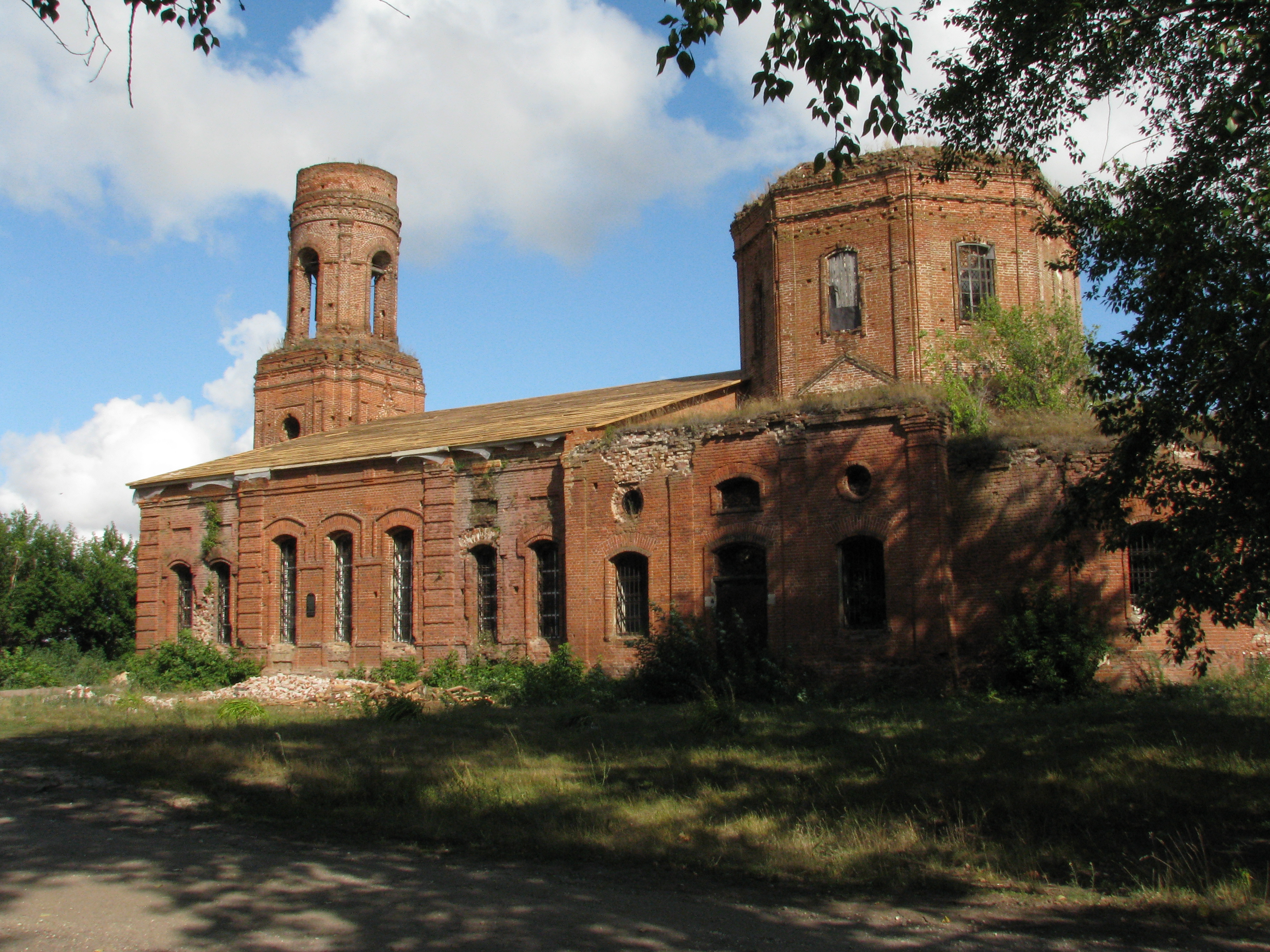
Храм Троицы Живоначальной в селе Куймань

Впервые отмечается в отказе 1636 года: «а присада под дворы и под огороды и под гуменники места… под Павловским лесом на изроче меж Куйманских отвержков, которые отвержки пошли в Куймань». В Экономических примечаниях к Генеральному межеванию Лебедянского уезда конца XVIII века сказано, что село Куймань расположено «…по обе стороны речки Куйманки Ближнего логу и шести безымянных отвершков». Но в 1636 году в силу неизвестных причин Куймань не отстроилась.
Первое упоминание о Куймани находится в межевой книге 1680 года, зафиксировавшей границу между Добровским и Лебедянским уездами. Именно в этой связи упомянута была Куймань. В начале XVIII века село уже имело нынешнее название, заимствованное у речки Куйманки, на берегу которой оно строилось (недалеко от Куймани находится её исток). Куймань этого времени — волостной центр домовой патриаршей вотчины.
В начале XVIII века в селе была построена вторая церковь — во имени святого апостола Андрея Первозванного.
В 1710 году Куймань — село с населением 860 человек. Позже, в ревизских сказках 1722 года, здесь насчитывалось 705 жителей. Документы второй ревизии 1748 года называют 769 человек, а третьей ревизии 1763 года — уже 819.
В начале XVIII века Куймань была самым большим поселением в уезде. Экономические примечания к Генеральному межеванию конца XVIII столетия характеризуют Куймань как село с 233 дворами и населением 2158 человек.
По рассказам старожилов, в начале XX века в селе жил барин в усадьбе. Впоследствии там жила вдова владельца.
В 1970 году балку за усадьбой больницы перегородили плотиной. Образовался пруд, который следующей весной сорвало в половодье. А в следующем году снова восстановили плотину, и она до сих пор действует. Пруд называли Барским. В 1950—1980-х годах в барском доме находилась больница с двумя входами, котельной. В 50-60-х годах в больнице был родильный дом. Кроме того, на территории больницы находилась амбулатория, здание кухни, конюшня, гараж для машины Скорой помощи. В конце XX века здание было брошено и саморазрушено, но сохранилась небольшая роща.
Автомобильная дорога через Куймань до Липецка строилась в 1964 году. А окружная дорога за селом (Липецк-Лебедянь) была построена в 1970 году. А вот мосты в селе по воспоминаниям старожил были построены в начале 20 века примерно в то же время, что и каменный мост через реку Дон в Лебедяни.
Одной из достопримечательностью села является храм Троицы Живоначальной, ныне разрушенного, но восстанавливаемому с 2008 года.

## Население
| 2010 |
| ---- |
| 857  |